# Сарак (Резваншагр)
Сарак (перс. سرك) — село в Ірані, у дегестані Хушабар, в Центральному бахші, шагрестані Резваншагр остану Ґілян. За даними перепису 2006 року, його населення становило 171 особу, що проживали у складі 40 сімей.